# Elizebeth Friedman
Elizebeth Smith Friedman (26. august 1892 – 31. oktober 1980) var en amerikansk kryptoanalytiker og forfatter, der dechifrerede fjendens koder i begge verdenskrige og hjalp med at løse internationale smuglersager under spiritusforbuddet. I løbet af sin karriere arbejdede hun for det amerikanske finansministerium, kystvagten, flåden og hæren og Internationale Valutafond. Hun er blevet kaldt "Amerikas første kvindelige kryptoanalytiker".

## Tidligt liv og uddannelse
Friedman blev født i Huntington, Indiana, af John Marion Smith, en kvæker-mejerist, bankmand og politiker, og Sophia Smith (født Strock). Friedman var den yngste af ni overlevende børn og voksede op på en gård.:7 
Fra 1911 til 1913 gik Friedman på Wooster College i Ohio, men forlod det, da hendes mor blev syg. I 1913 overflyttede Friedman sine studier til Hillsdale College i Michigan, da det var tættere på hjemmet.:8   I 1915 dimitterede hun med en hovedfag i engelsk litteratur. Hun var medlem af Pi Beta Phi. Efter at have udvist sin interesse for sprog havde hun også studeret latin, græsk og tysk og undervist "i rigtig mange andre ting". Kun hun og en anden af hendes søskende gik på college. I 1938 tildelte Hillsdale hende en æresdoktorgrad i jura.
I efteråret 1915 blev Friedman vikar for rektor på en offentlig højskole i Wabash, Indiana. Stillingen var dog kortvarig, og i foråret 1916 sagde hun op og flyttede tilbage til sine forældre.

## Yderligere læsning
- Jones, Leonard T. (16. oktober 1943). History of OP-20-GU (Coast Guard Cryptanalytic Unit) (Memorandum). Unit 387 (Coast Guard Cryptanalytic Unit).
- Crawford, Tony; Biribauer, Lynn; Friedman, Elizebeth Smith (4. juni 1974). Elizebeth Smith Friedman Interviews. George C. Marshall Foundation.
  - Tape #1: Orientation to the Friedman Collection, Tape #1 transcript Arkiveret 18. august 2016 hos  Wayback Machine
  - Tape #2: History of the Friedmans Tape #2 transcript Arkiveret 18. august 2016 hos  Wayback Machine
  - Tape #3: The Chinese Cipher, Tape #3 transcript Arkiveret 21. april 2016 hos  Wayback Machine
  - Tape #4: Contents and Use of the Friedman Collection, Tape #4 transcript Arkiveret 18. august 2016 hos  Wayback Machine
  - Tape #5: Fabyan, Riverbank, and the Bilateral Cipher, Tape #5 transcript Arkiveret 18. august 2016 hos  Wayback Machine
- Friedman, Elizebeth Smith; Valaki, Virginia T. (11. november 1976). Elizebeth Smith Friedman. National Security Agency Center for Cryptologic History Oral History Program.
- Sheldon, Rose Mary (2014). The Friedman Collection: An Analytical Guide (PDF). Arkiveret fra originalen (PDF) 6. november 2021.
- Lyle, Katie Letcher; Joyner, David (2015). Divine Fire: Elizebeth Friedman, Cryptanalyst (engelsk). Middletown, Delaware: CreateSpace Independent Publishing Platform. ISBN 978-1-508-54512-5. OCLC 931090888.
- Smith, G. Stuart (2017). A Life in Code: Pioneer Cryptanalyst Elizebeth Smith Friedman. Jefferson, North Carolina: McFarland & Company, Inc. ISBN 978-1-476-66918-2. OCLC 963347429.
- Fagone, Jason (2017). The Woman Who Smashed Codes: A True Story of Love, Spies, and the Unlikely Heroine Who Outwitted America's Enemies (engelsk). New York: Dey St., William Morrow. ISBN 978-0-062-43048-9. OCLC 1004424640.
- The Friedman Collection: An Analytical Guide Arkiveret 6. november 2021 hos  Wayback Machine